# Ir-Ramla
Ir-Ramla är en vik i republiken Malta. Den ligger i kommunen Ix-Xagħra, i den nordvästra delen av landet. Vid viken finns en strand, en grotta och buskskog. Den ligger på ön Gozo.